# Gilbert Bugeac
Gilbert Bugeac (Tulle, 30 janvier 1901 - Limoges, 4 juin 1976), est un entrepreneur et résistant français, Compagnon de la Libération. En 1940, après la défaite française, il choisit de poursuivre la lutte contre le 3e Reich et occupe pendant toute la Seconde Guerre mondiale d'importantes fonctions au sein de la résistance dans le département de la Corrèze.

## Biographie

### Jeunesse et engagement
Gilbert Bugeac naît le 30 janvier 1901 à Tulle, en Corrèze, d'un père employé de la manufacture des tabacs de Limoges. Après une scolarité au lycée Gay-Lussac, il commence son service militaire le 7 avril 1921 au 243e régiment d'artillerie de campagne avec lequel il participe à l'occupation de la Rhénanie,. Promu brigadier en février 1922 puis maréchal des logis en janvier 1923, il est muté en avril suivant au 28e régiment d'artillerie de campagne. En mai 1923, il est renvoyé dans ses foyers mais continue cependant de servir dans la réserve au sein de laquelle il est successivement affecté aux 21e et 30e régiments d'artillerie de campagne puis au centre mobilisateur d'artillerie no 12. Dans le civil, il dirige la coopérative ouvrière du bâtiment et des travaux publics de Tulle.

### Seconde Guerre mondiale
Le 1er septembre 1939, Gilbert Bugeac est mobilisé à la 91e batterie C.O.H. Après la drôle de guerre et la bataille de France, il est démobilisé le 21 juillet 1940 et retourne en Corrèze. Marqué par l'armistice du 22 juin 1940 et désireux de poursuivre la lutte, il décide de s'engager dans la résistance. Au début de l'année 1941, il abandonne la direction de son entreprise et se lance dans la distribution de tracts. Il est ensuite impliqué dans la création de la branche corrézienne du mouvement Combat. En juillet 1942, il s'engage dans les forces françaises combattantes et assiste Martial Brigouleix dans l'organisation de l'Armée secrète locale. En octobre 1942, toujours dans le cadre de la mise en place des structures locales par les mouvements de résistance nationaux, il organise et dirige pour la Corrèze le service des opérations aériennes et maritimes (SOAM), qui sera l'année suivante renommé centre d'opération de parachutages et d'atterrissages (COPA) puis section des atterrissages et des parachutages (SAP). À la tête de ce groupe, il organise de nombreux parachutages de matériel entre Tulle, Brive-la-Gaillarde et Uzerche.
Gilbert Bugeac prend également part à des actions de sabotage, et héberge des opérateurs radio clandestins à son domicile. À partir de février 1943, date de l'instauration du service du travail obligatoire, il participe à l'assistance aux jeunes réfractaires en leur fournissant de faux papiers d'identité et en les cachant dans le maquis de Corrèze commandé par Marius Guédin. Ses actions attirent l'œil de la gestapo locale dirigée par August Meier qui, faute de pouvoir mettre la main sur lui, arrête ses parents à Limoges en mai 1944. Cela ne décourage pas Bugeac qui continue son action pour la SAP jusqu'à la libération du département à la fin du mois d'août 1944. En septembre suivant, il est nommé vice-président puis président du Comité départemental de libération de la Corrèze, poste qu'il occupe jusqu'en juillet 1946. Parallèlement, il est liquidateur national de la délégation militaire régionale et du réseau action de la région R5.

### Après-guerre
Après le conflit, il occupe un poste de contractuel au sein du ministère de la Reconstruction et de l'Urbanisme: il est affecté à Boulogne-sur-Mer. Il demeure cependant dans la réserve de l'armée où il est promu adjudant en 1949. En 1950, associé à Robert Noireau, lui aussi Compagnon de la Libération, il crée une entreprise de travaux publics au Sénégal. Il revient en France au milieu des années cinquante et devient cadre dans une entreprise de contrôle de construction HLM avant de prendre sa retraite en 1969.
Gilbert Bugeac meurt le 4 juin 1976 à Limoges où il est inhumé.

## Décorations
|  |  |  |  |  |  |
|  |  |  |  |  |  |

| Chevalier de la Légion d'honneur    | Chevalier de la Légion d'honneur | Compagnon de la Libération | Compagnon de la Libération | Croix de guerre 1939-1945 Avec une palme | Croix de guerre 1939-1945 Avec une palme |
| Médaille de la Résistance française |                                  |                            |                            |                                          |                                          |